# Фос-сюр-Мер
Фос-сюр-Мер (фр. Fos-sur-Mer) — коммуна на юго-востоке Франции в регионе Прованс — Альпы — Лазурный Берег, департамент Буш-дю-Рон, округ Истр, кантон Истр.
Площадь коммуны — 92,31 км², население — 15 734 человека (2006) с тенденцией к стабилизации: 15 859 человек (2012), плотность населения — 171,8 чел/км².

## Население
Население коммуны в 2011 году составляло 15 499 человек, а в 2012 году — 15 859 человек.
| 1962 | 1968 | 1975 | 1982 | 1990  | 1999  | 2006  | 2011  | 2012  |
| ---- | ---- | ---- | ---- | ----- | ----- | ----- | ----- | ----- |
| 2898 | 2869 | 6709 | 9031 | 11605 | 13925 | 15734 | 15499 | 15859 |

Динамика населения:

## Экономика
В 2010 году из 10 329 человек трудоспособного возраста (от 15 до 64 лет) 7414 были экономически активными, 2915 — неактивными (показатель активности 71,8 %, в 1999 году — 68,5 %). Из 7414 активных трудоспособных жителей работали 6457 человек (3542 мужчины и 2915 женщин), 957 числились безработными (370 мужчин и 587 женщин). Среди 2915 трудоспособных неактивных граждан 982 были учениками либо студентами, 856 — пенсионерами, а ещё 1077 — были неактивны в силу других причин.
На протяжении 2010 года в коммуне числилось 5919 облагаемых налогом домохозяйств, в которых проживало 15 213,5 человек. При этом медиана доходов составила 18 тысяч 983 евро на одного налогоплательщика.

## Достопримечательности (фотогалерея)

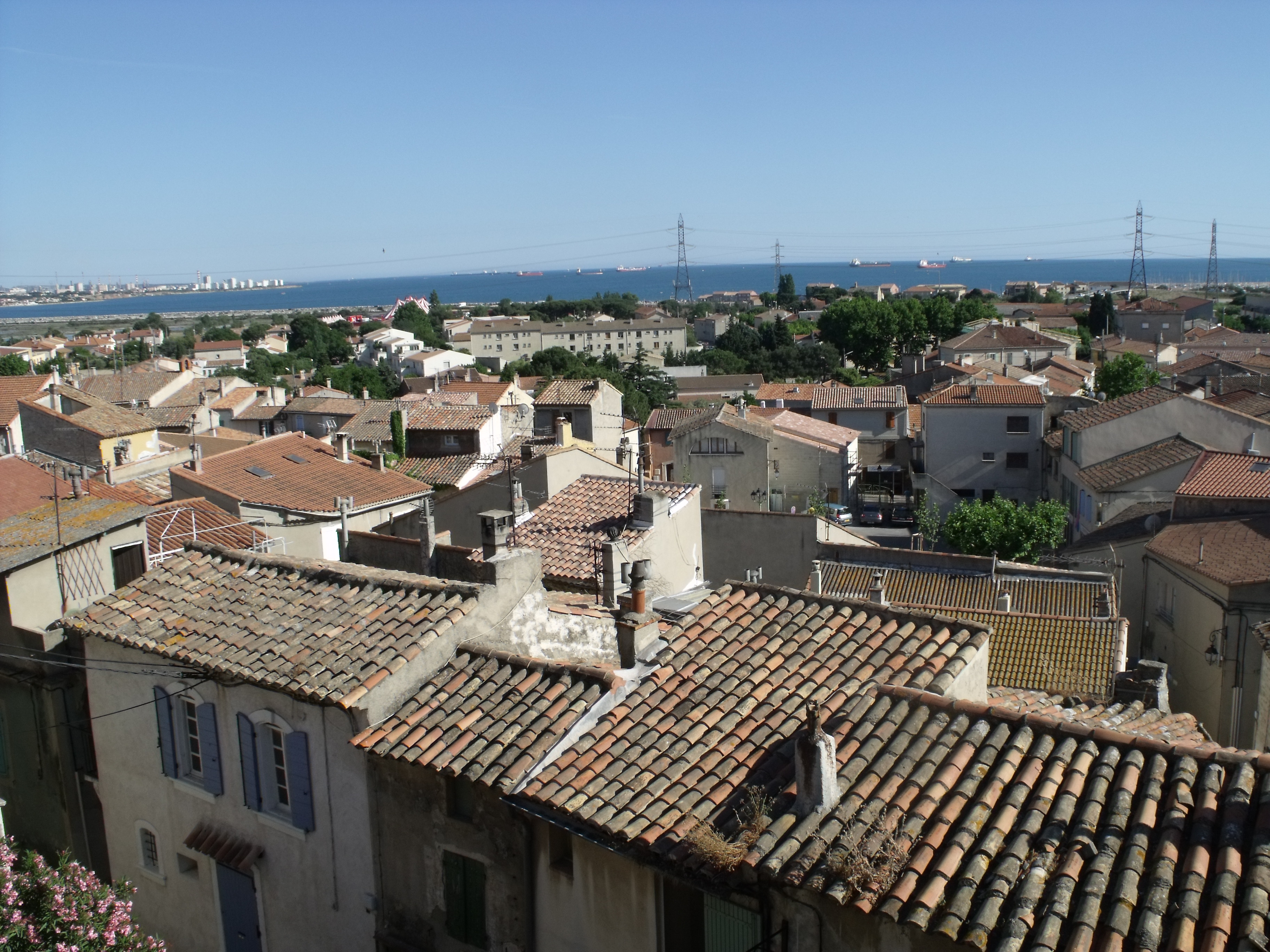
Вид на коммуну
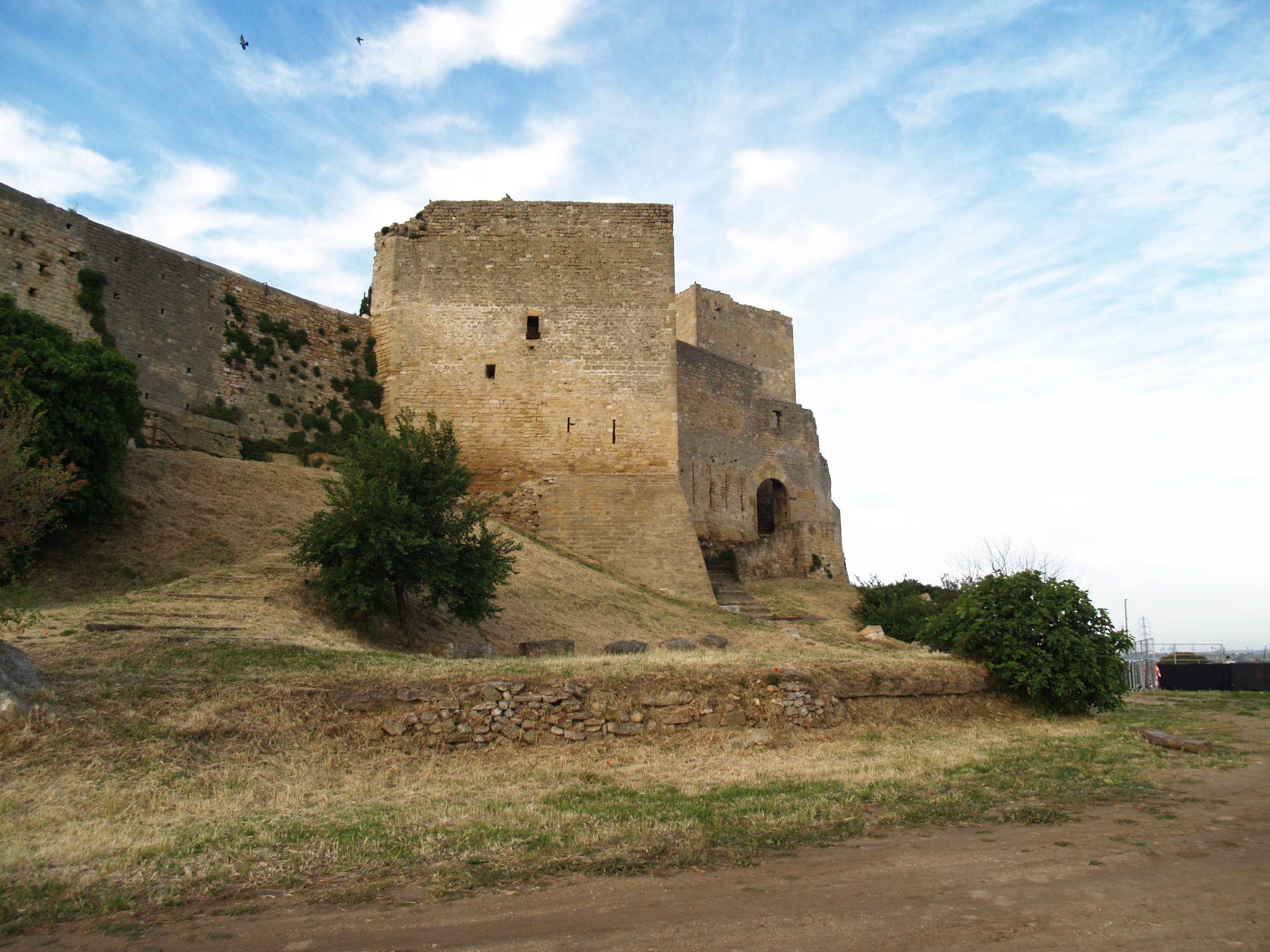
Руины средневековой крепости
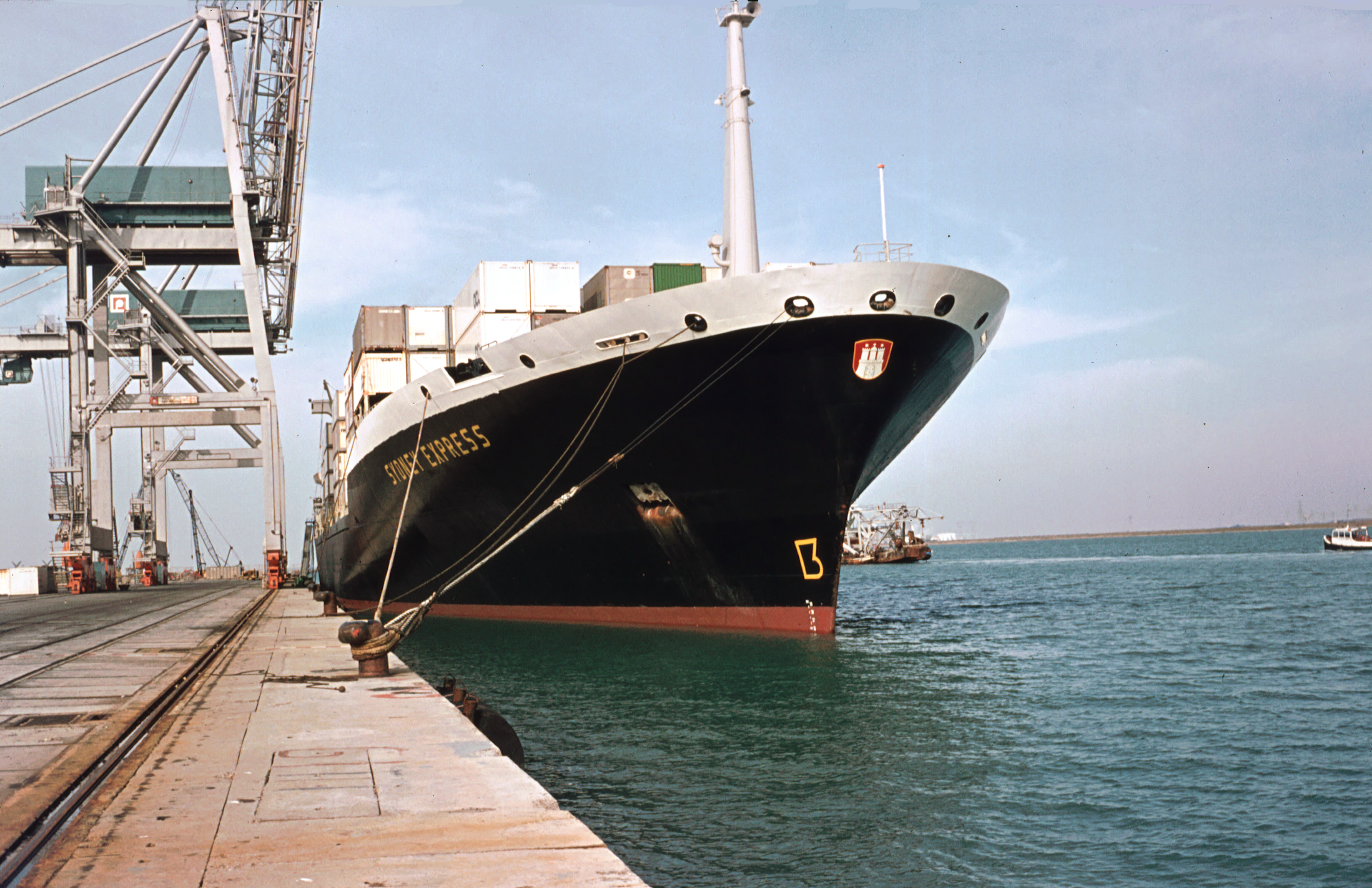
Контейнеровоз Сидней в порту Фос-сюр-Мер (1976)
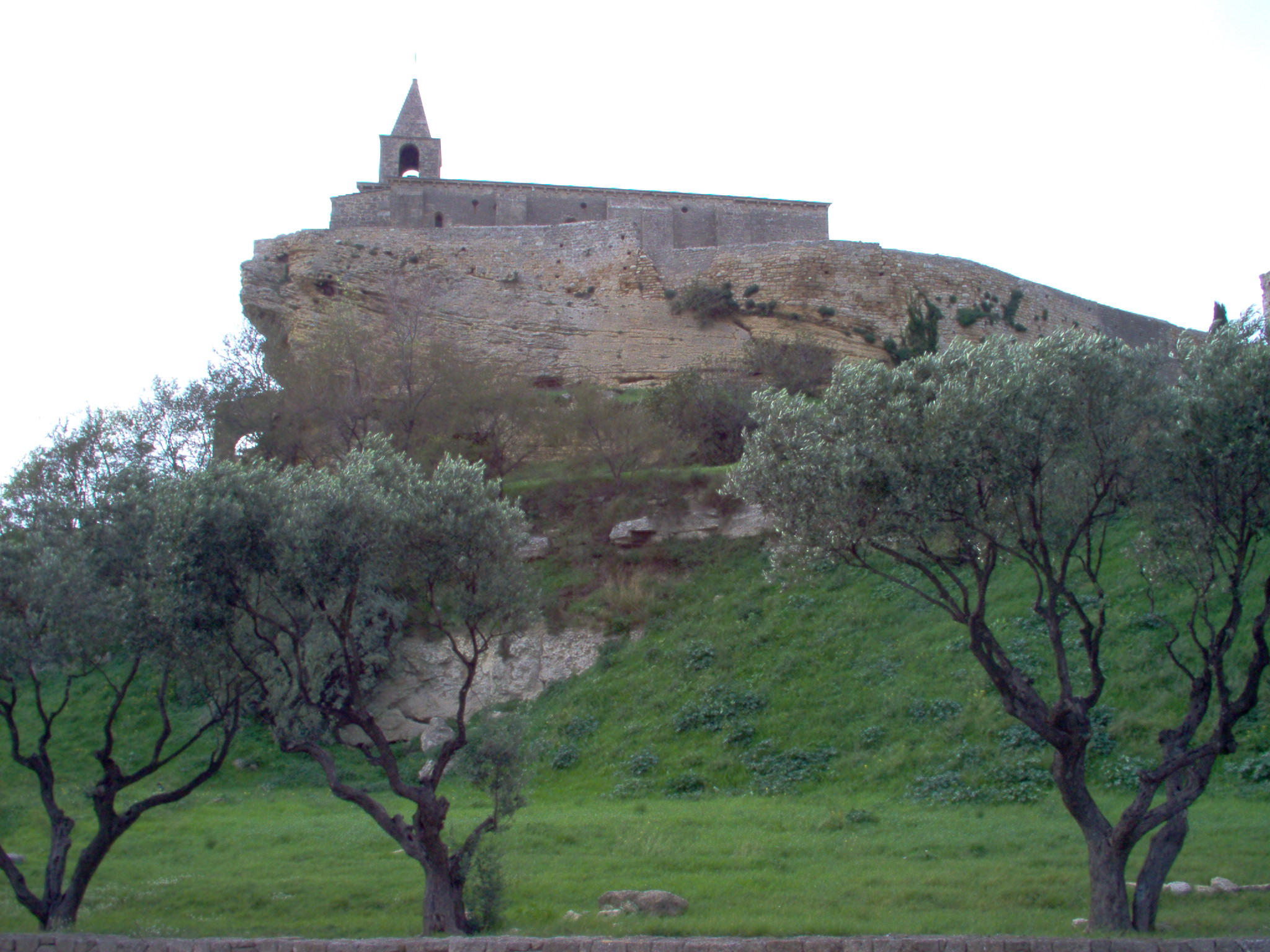
Вид на церковь Сент Совер
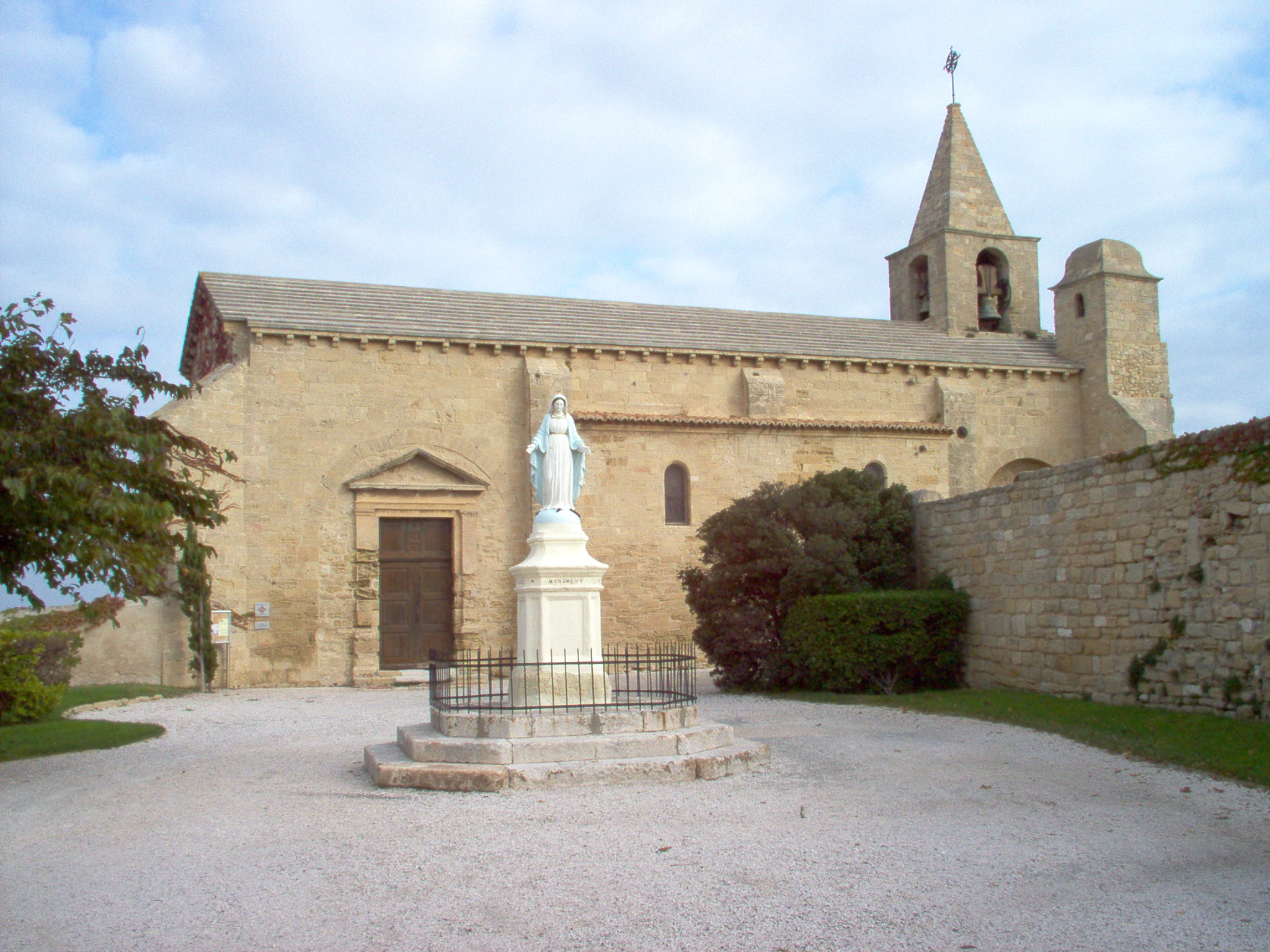
Церковный двор
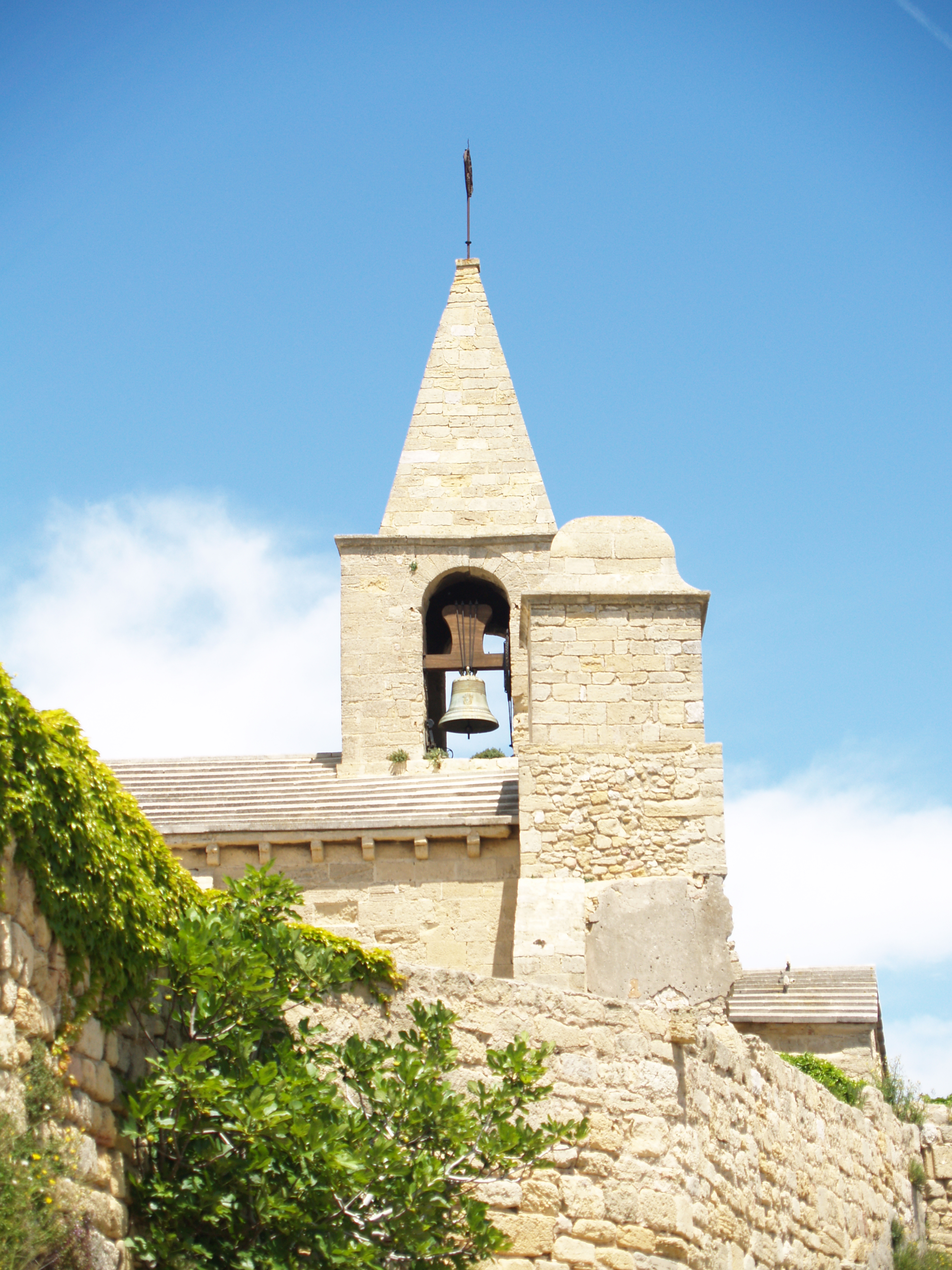
Колокольня